# Ç̆
Cette page contient des caractères spéciaux ou non latins. S’ils s’affichent mal (▯, ?, etc.), consultez la page d’aide Unicode.
Ç̆ (minuscule : ç̆), appelé C brève cédille, est une lettre additionnelle utilisée dans l’écriture du laze.
Elle est formée d'un C diacrité par une brève et une cédille.

## Utilisation
Le c brève cédille est utilisé en laze dans l’orthographe de Wolfgang Feurstein mais est parfois aussi plutôt écrit avec un c caron cédille ‹ ç̌ ›.
Certains auteurs utilisent le c brève cédille ‹ ç̆ › pour translittérer la lettre cyrillique tché abkhaze cramponné ‹ ҿ › au lieu du c brève ogonek ‹ c̨̆ › de la romanisation ISO 9.

## Représentations informatiques
Le C brève cédille peut être représentée avec les caractères Unicode suivants :
- composé et normalisé NFC (supplément latin-1, diacritiques) :

| formes    | représentations | chaînes de caractères | points de code | descriptions                                        |
| --------- | --------------- | --------------------- | -------------- | --------------------------------------------------- |
| capitale  | Ç̆               | Ç◌̆                    | U+00C7 U+0306  | lettre majuscule latine c cédille diacritique brève |
| minuscule | ç̆               | ç◌̆                    | U+00E7 U+0306  | lettre minuscule latine c cédille diacritique brève |

- décomposé et normalisé NFD (latin de base, diacritiques) :

| formes    | représentations | chaînes de caractères | points de code       | descriptions                                                    |
| --------- | --------------- | --------------------- | -------------------- | --------------------------------------------------------------- |
| capitale  | Ç̆               | C◌̧◌̆                   | U+0043 U+0327 U+0306 | lettre majuscule latine c diacritique cédille diacritique brève |
| minuscule | ç̆               | c◌̧◌̆                   | U+0063 U+0327 U+0306 | lettre minuscule latine c diacritique cédille diacritique brève |